# Olympische Jugend-Winterspiele 2012/Eiskunstlauf
Bei den Olympischen Jugend-Winterspielen 2012 in Innsbruck fanden vom 14. bis zum 21. Januar 2012 fünf Wettbewerbe im Eiskunstlauf statt. Austragungsort war die Olympiahalle Innsbruck.

## Bilanz

### Medaillenspiegel
| Platz  | Land                 | Gold | Silber | Bronze | Gesamt |
| ------ | -------------------- | ---- | ------ | ------ | ------ |
| 1      | Russland             | 2    | 2      | 3      | 7      |
| 2      | Volksrepublik China  | 2    | —      | 1      | 3      |
| —      | Gemischte Mannschaft | 1    | 1      | 1      | 3      |
| 3      | Japan                | —    | 1      | —      | 1      |
| 3      | Ukraine              | —    | 1      | —      | 1      |
| Gesamt | Gesamt               | 5    | 5      | 5      | 15     |

### Medaillengewinner
| Disziplin     | Gold                                                       | Silber                                                           | Bronze                                                       |
| ------------- | ---------------------------------------------------------- | ---------------------------------------------------------------- | ------------------------------------------------------------ |
| Männer Einzel | Yan Han                                                    | Shoma Uno                                                        | Feodossi Jefremenkow                                         |
| Frauen Einzel | Jelisaweta Tuktamyschewa                                   | Adelina Sotnikowa                                                | Li Zijun                                                     |
| Paarlauf      | Yu Xiaoyu/Jin Yang                                         | Lina Fjodorowa/Maxim Miroschkin                                  | Anastassija Dolidse/Wadim Iwanow                             |
| Eistanz       | Anna Janowskaja/Sergei Mosgow                              | Oleksandra Nasarowa/Maxym Nikitin                                | Marija Simonowa/Dmitri Dragun                                |
| Team          | Shoma Uno Jordan Bauth Jauhenija Tkatschenka, Jury Hulizki | Eveliina Viljanen Jaroslaw Paniot Marija Simonowa, Dmitri Dragun | Park So-youn Alexander Ljan Estelle Elizabeth, Romain Le Gac |

## Männer Einzel
| Platz | Land | Sportler             | Punkte |
| ----- | ---- | -------------------- | ------ |
| 1     | CHN  | Yan Han              | 192,45 |
| 2     | JPN  | Shoma Uno            | 167,15 |
| 3     | RUS  | Feodossi Jefremenkow | 163,46 |
| 4     | KOR  | Lee June-hyoung      | 160,99 |
| 5     | GER  | Niko Ulanovsky       | 158,47 |
| 6     | JPN  | Shu Nakamura         | 154,22 |

Kurzprogramm: 14. Januar

Kür: 16. Januar

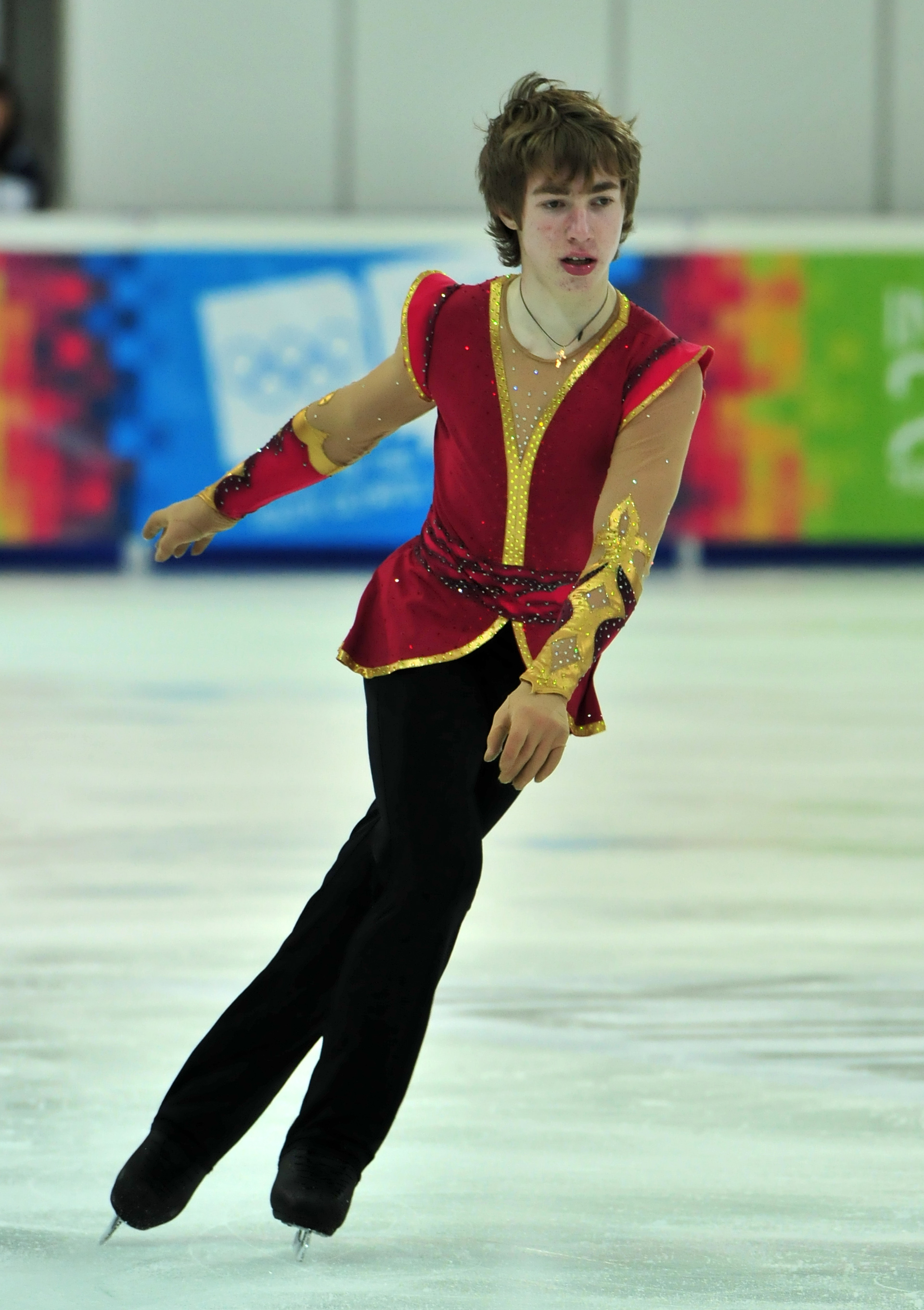
Feodossi Jefremenkow
RUS

Weitere Teilnehmer aus deutschsprachigen Ländern:

 Nicola Todeschini belegte mit 128,98 Punkten den 10. Platz.

 Manuel Drechsler belegte mit 85,08 Punkten den 15. Platz.

## Frauen Einzel
| Platz | Land | Sportlerin               | Punkte |
| ----- | ---- | ------------------------ | ------ |
| 1     | RUS  | Jelisaweta Tuktamyschewa | 173,10 |
| 2     | RUS  | Adelina Sotnikowa        | 159,08 |
| 3     | CHN  | Li Zijun                 | 157,70 |
| 4     | KOR  | Park So-youn             | 136,60 |
| 5     | FRA  | Anaïs Ventard            | 136,08 |
| 6     | JPN  | Risa Shōji               | 135,32 |

Kurzprogramm: 15. Januar

Kür: 17. Januar

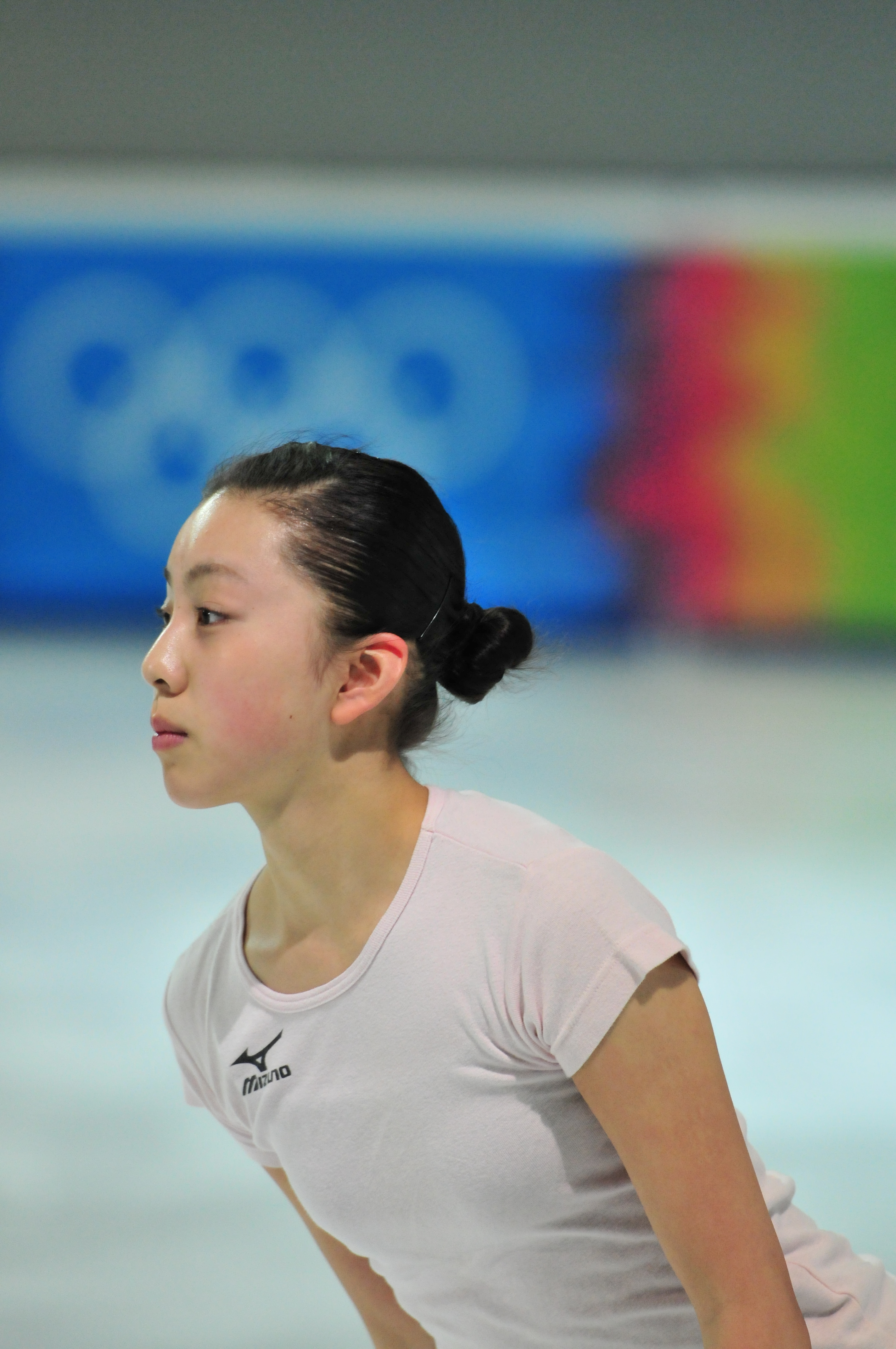
Li Zijun

Teilnehmerinnen aus deutschsprachigen Ländern:

 Tina Stürzinger belegte mit 113,55 Punkten den 8. Platz.

 Nina Larissa Wolfslast belegte mit 96,26 Punkten den 13. Platz.

## Paarlauf
| Platz | Land | Sportler                              | Punkte |
| ----- | ---- | ------------------------------------- | ------ |
| 1     | CHN  | Yu Xiaoyu Jin Yang                    | 153,82 |
| 2     | RUS  | Lina Fjodorowa Maxim Miroschkin       | 134,19 |
| 3     | RUS  | Anastassija Dolidse Wadim Iwanow      | 112,72 |
| 4     | USA  | Caitlin Belt Michael Johnson          | 109,61 |
| 5     | UKR  | Jelysaweta Usmanzewa Wladislaw Lyssoj | 095,35 |

Kurzprogramm: 14. Januar

Kür: 16. Januar

## Eistanz
| Platz | Land | Sportler                          | Punkte |
| ----- | ---- | --------------------------------- | ------ |
| 1     | RUS  | Anna Janowskaja Sergei Mosgow     | 146,96 |
| 2     | UKR  | Oleksandra Nasarowa Maxym Nikitin | 131,68 |
| 3     | RUS  | Marija Simonowa Dmitri Dragun     | 125,22 |
| 4     | USA  | Rachel Parsons Michael Parsons    | 114,22 |
| 5     | FRA  | Estelle Elizabeth Romain Le Gac   | 106,42 |
| 6     | KAZ  | Karina Usurowa Iljas Ali          | 102,77 |

Pflichtprogramm: 15. Januar

Kür: 17. Januar

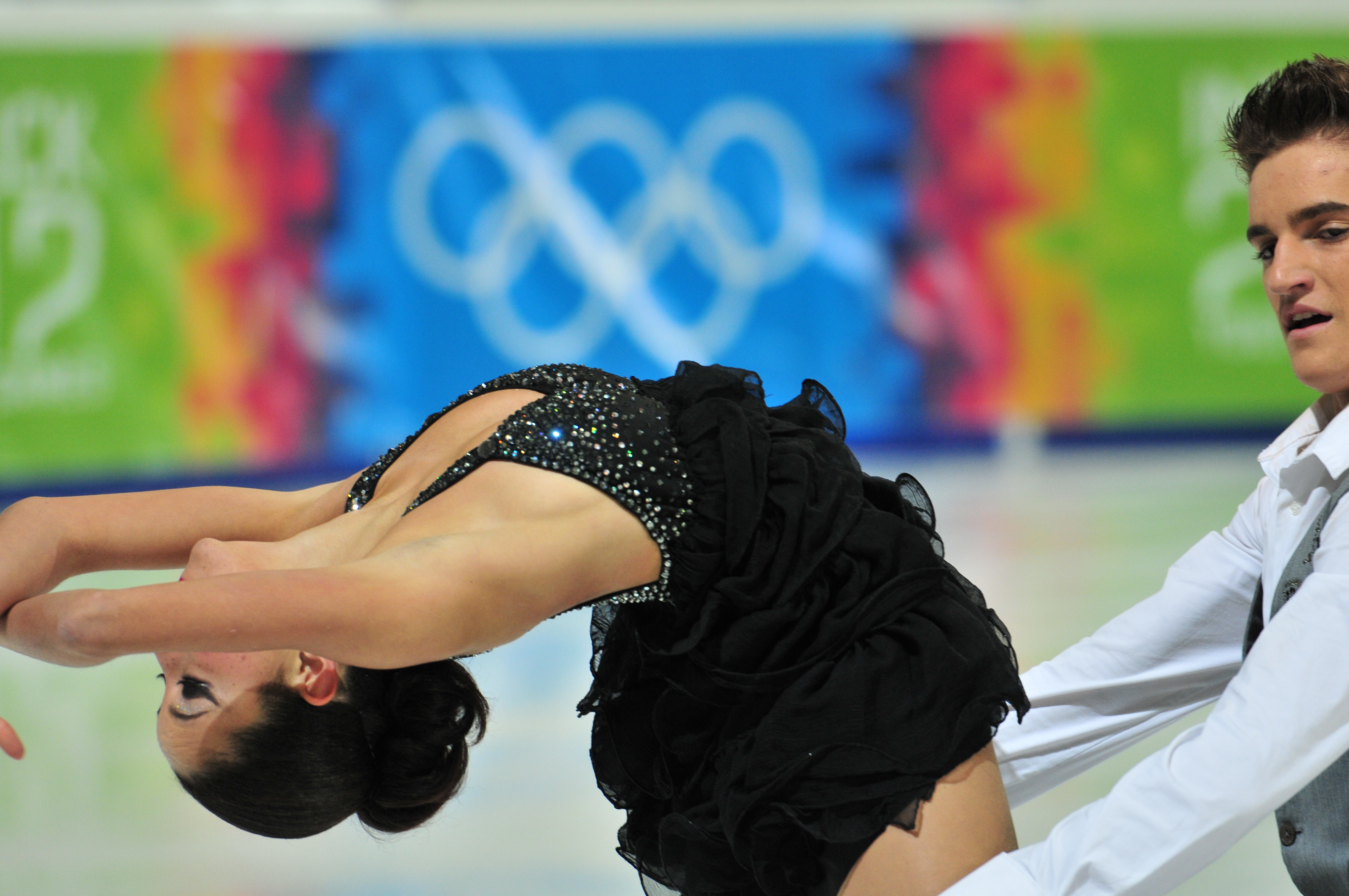
Estelle Elizabeth & Romain le Gac
FRA

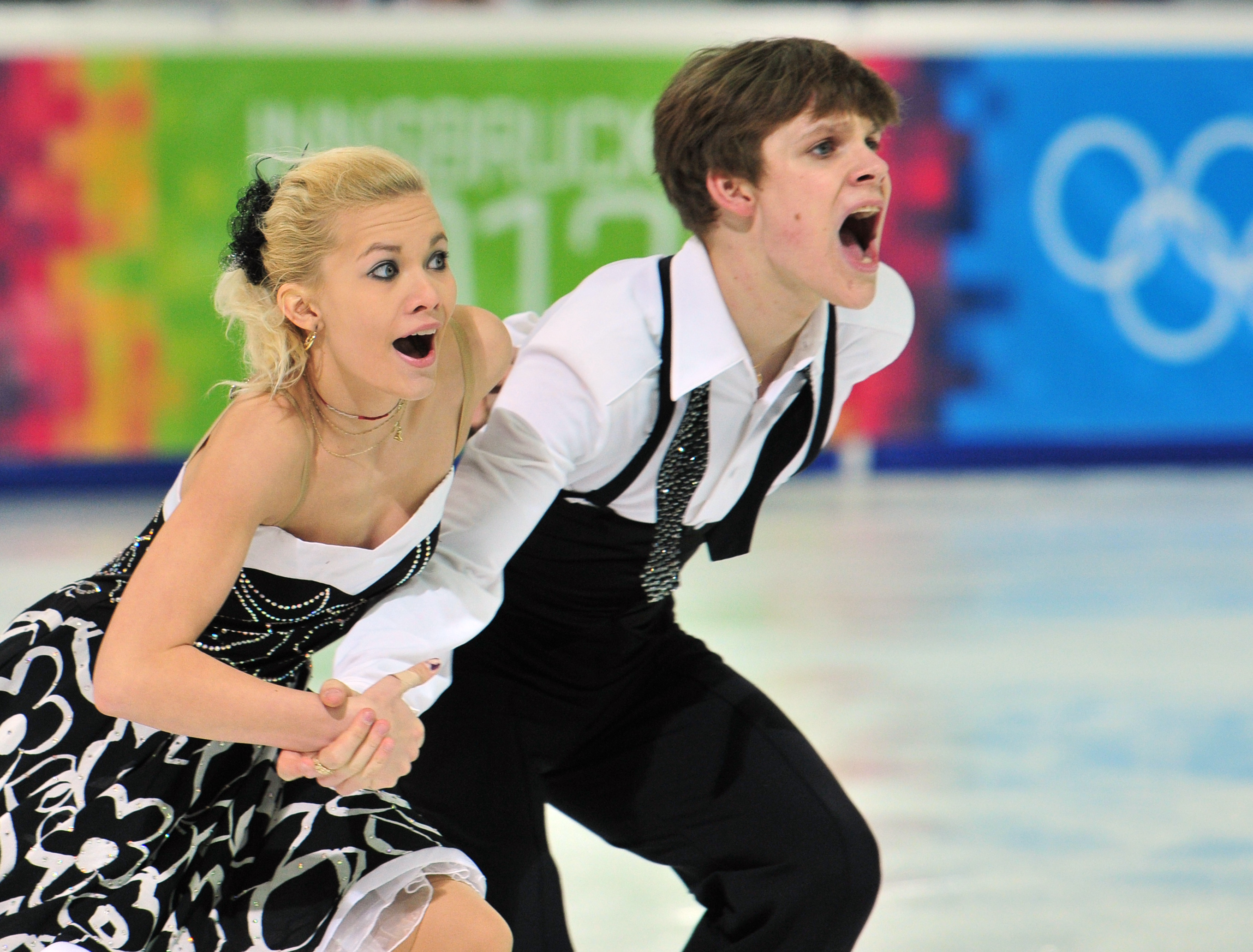
Jana Čejkova & Alexandr Sinicyn
CZE

Teilnehmer aus deutschsprachigen Ländern:

 Christine Smith und Simon Eisenbauer belegten mit 78,26 Punkten den 9. Platz.

## Team
| Platz | Sportler                                                               | Punkte |
| ----- | ---------------------------------------------------------------------- | ------ |
| 1     | Shoma Uno Jordan Bauth Jauhenija Tkatschenka, Jury Hulizki             | 16     |
| 2     | Eveliina Viljanen Jaroslaw Paniot Marija Simonowa, Dmitri Dragun       | 16     |
| 3     | Park So-youn Alexander Ljan Estelle Elizabeth, Romain Le Gac           | 14     |
| 4     | Sindra Kriisa Timofei Novaikin Oleksandra Nasarowa, Maxym Nikitin      | 13     |
| 5     | Tina Stürzinger Feodossi Jefremenkow Millie Paterson, Edward Carstairs | 13     |
| 6     | Myrtel Saldeen Olofsson Tino Olenius Anna Janowskaja, Sergei Mosgow    | 13     |

Datum: 21. Januar

Es traten jeweils ein Junge, ein Mädchen und ein Eistanzpaar in einem Team an. Die Athleten gehörten dabei unterschiedlichen Nationen an.